# Acérvulo

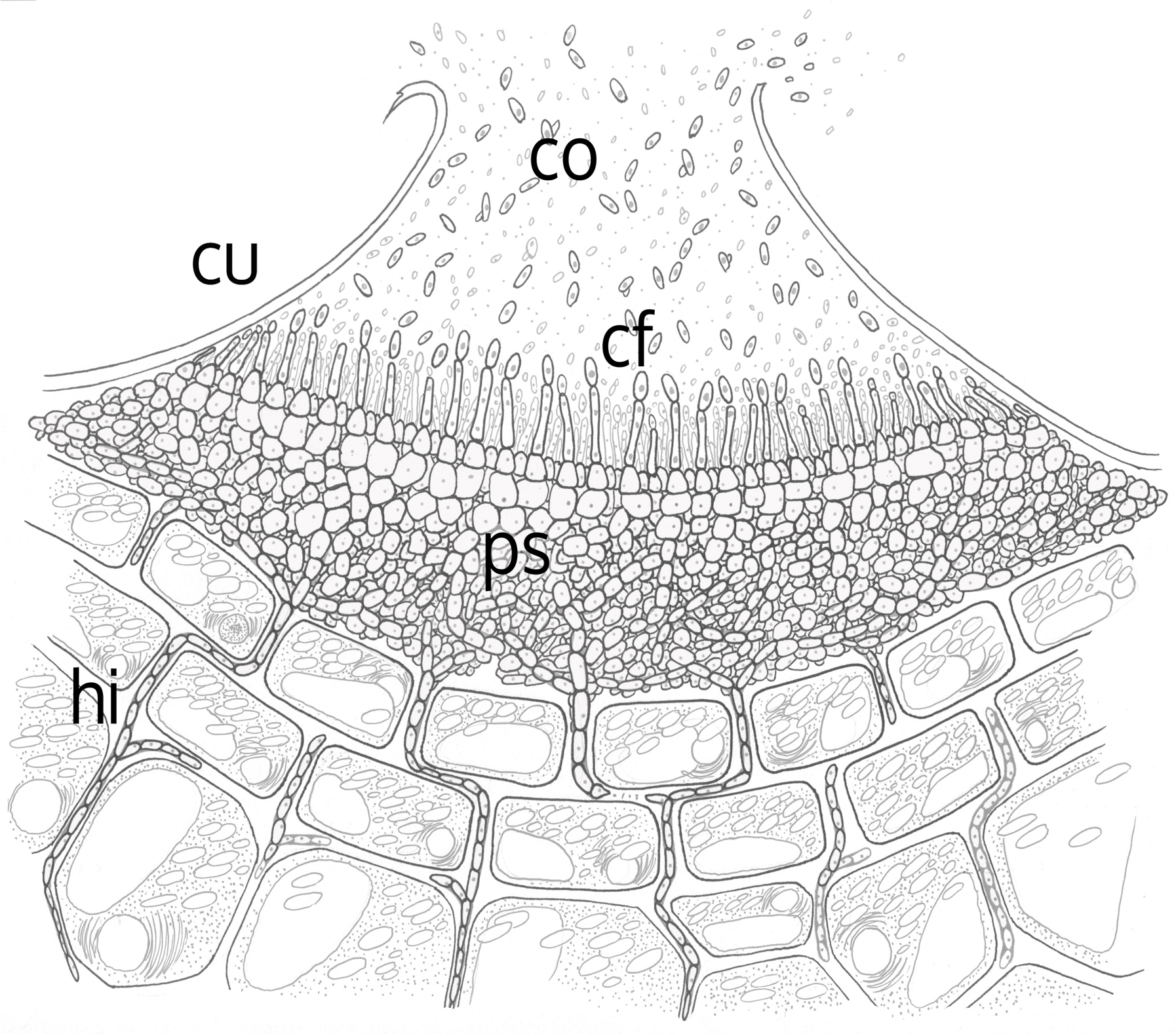
Acérvulo, morfologia. cu: cutícula da planta hospedeira, co: conídios, cf: conidióforos, ps: estroma pseudo-parenquimatoso, hi: hifas

Acérvulo (do latim: acervulus, diminutivo de "acúmulo") é um corpo frutescente (i. e., aglomerado de conidióforos) de fungos simbiontes (com frequência fitopatogênicos), assexual, que é formado no tecido da planta hospedeira parasitada. É típico de fungos da classe Melanconiales (Deuteromycota, Coelomycetes).

## Descrição
Morfologicamente, é caracterizado por uma base estromática mal desenvolvida, compacta e em forma de pires (côncava), da qual emergem conidióforos curtos aglomerados e, ocasionalmente, setas (estruturas alongadas, pontiagudas, escurecidas e estéreis). 
A formação do acérvulo ocorre dentro do tecido da planta hospedeira, especificamente abaixo da epiderme ou da cutícula; consequentemente, são de hábito necrotrófico. Os conídios produzidos são liberados através da ruptura do tecido sobrejacente do hospedeiro (seja epiderme ou cutícula).
Os conídios são asseptados, hialinos e têm forma de globosa a falciforme; no acérvulo, esses esporos estão embebidos em uma substância mucilaginosa, cuja função é impedir a germinação. Entretanto, a água, como de chuvas, causa a dissolvência dessa substância mucilaginosa desencadeando, por consequência, a germinação e é veículo para a disseminação dos esporos; a capacidade dispersiva dos esporos é bem limitada e geralmente não ultrapassa alguns metros de distância, em razão dessa dependência da água.

## Galeria

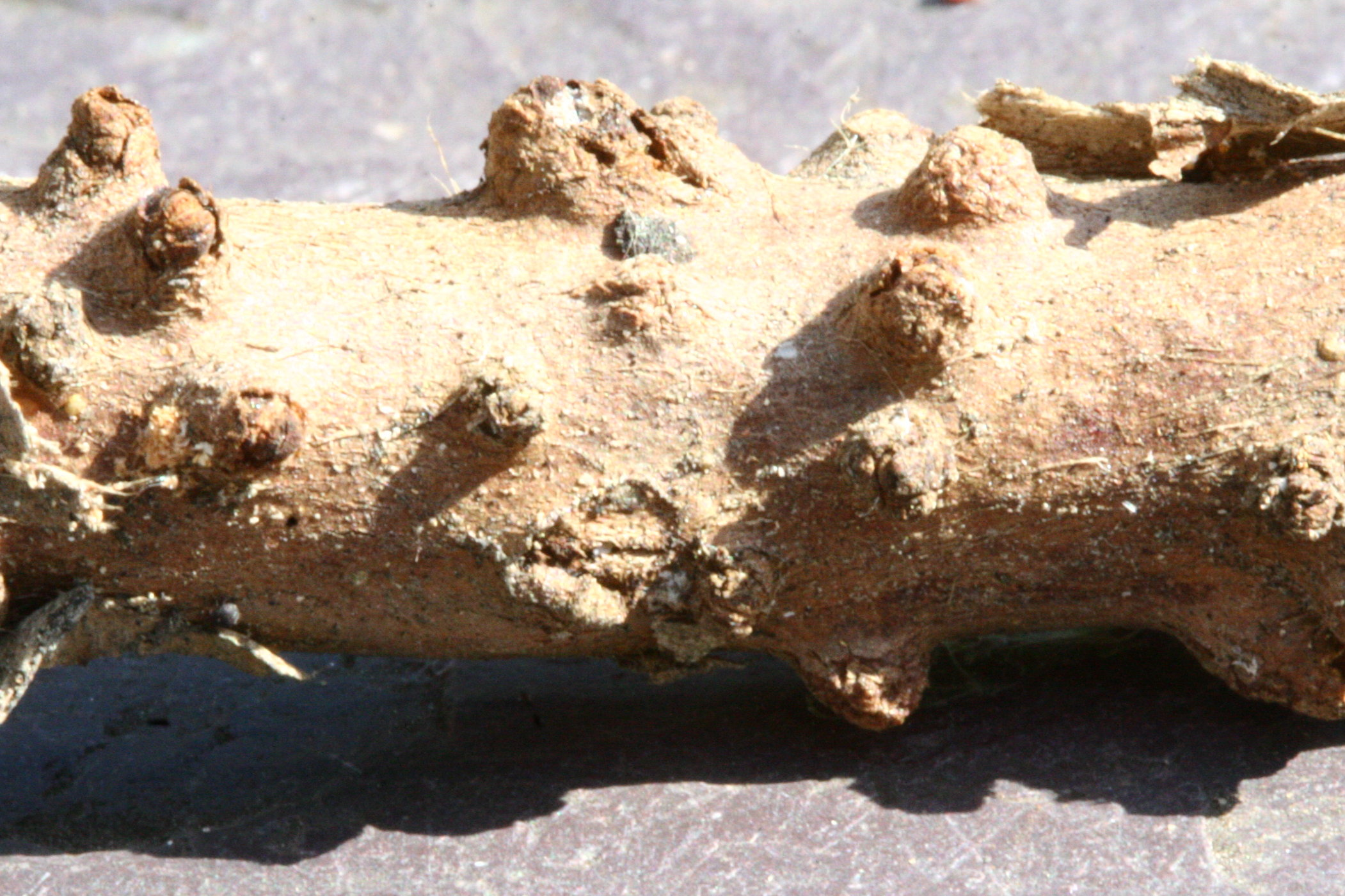
Antracnose produzida pelo fungo Seiridium cardinale no hospedeiro Thuja plicata onde se localizam os acérvulos